# Cailly (Fluss)
Der Cailly ist ein Fluss in Frankreich, der im Département Seine-Maritime in der Region Normandie verläuft. Er entspringt in der gleichnamigen Gemeinde Cailly, entwässert anfangs Richtung Südost, dreht dann auf Süd und mündet nach rund 29 Kilometern am westlichen Stadtrand von Rouen als rechter Nebenfluss in das Hafenbecken der Seine.

## Orte am Fluss
- Cailly
- Fontaine-le-Bourg
- Montville
- Malaunay
- Le Houlme
- Notre-Dame-de-Bondeville
- Maromme
- Déville-lès-Rouen
- Rouen